# 제주특별자치도립미술관
제주특별자치도립미술관(濟州特別自治道立美術館, Jeju Museum of Art)은 제주특별자치도민의 미술문화의식 향상과 지역 미술문화 발전을 위하여 제주특별자치도청 산하에 설치된 사업소이다.
또한 제주특별자치도립미술관의 미술관장은 지방서기관 또는 지방임기제공무원으로 보한다.

## 연혁
- 2009년 6월 26일: 개관

## 조직
관장
- 운영팀
- 학예연구팀
- 제주현대미술관